# Blood (serie de televisión)
Blood (en hangul, 블러드) también conocida en español como Sangre, es una serie de televisión surcoreana emitida originalmente durante 2015 y protagonizada por Ahn Jae Hyun, Koo Hye Sun y Ji Jin-hee.
Fue trasmitida por KBS 2TV, desde el 16 de febrero hasta el 21 de abril de 2015, finalizando con una longitud de 20 episodios emitidos cada lunes y martes a las 22:00 (KST). Narra la vida de un médico, pero que también es un vampiro y a pesar de parecer frío y sin sentimientos, tiene mucho amor por salvar vidas, llegando a tener un papel de héroe.

## Sinopsis
Park Ji Sang no es solo un cirujano en el hospital Taemin, el centro de oncología número uno del país, en realidad es un vampiro junto con el director del hospital Lee Jae Wook. Ji Sang cree firmemente en la bondad de la vida humana, y suprime su sed de sangre para tratar a los pacientes con enfermedades terminales y salvar vidas.
Entre sus colegas esta la cirujana Yoo Ri Ta, que es la sobrina del millonario presidente del grupo que es dueño del hospital. Ri Ta se une al equipo de Ji Sang y este descubre un deseo que va surgiendo dentro de él lentamente que podría poner su vida en peligro.

## Reparto

### Personajes principales
- Ahn Jae Hyun como Park Ji Sang.[5]
  - Baek Seung-hwan como Ji-sang de joven.
- Koo Hye Sun como Yoo Ri Ta.
- Ji Jin-hee como Lee Jae Wook.

### Personajes secundarios
Cercanos a Ji Sang
- Jung Hae In como Joo Hyun Woo.

Cercanos a Ri Ta
- Kim Kap-soo como Yoo Seok-joo.
- Jin Kyung como Choi Kyung In.
- Son Sook como Ansalbia

Cercanos a Jae Wook
- Park Tae In como Seo Hye Ri.
- Kwon Hyun Sang como Nam Chul Hoon
- Lee Ji Hoon como J.
- Nuel como Do Sung.
- Son Soo Hyun como Min Ka Yeon.
- Kang Sung Min como Jo In Ho.

Gente del hospital
- Kim Yoo Suk como Jung Ji Tae.
- Jo Jae-yoon como Woo Il-nam.
- Jung Hye Sung como Choi Soo Eun.
- Jung Suk Yong como Lee Ho Yong.
- Gong Jung Hwan como Gerrard Kim.
- Park Joon Myun como Lee Young Joo.

### Otros personajes
- Kang Wi Shik como Lee Sung Kyun.
- Jung Bum Soo como Kim Byeong Soo.
- Kang Dae Hyun como Son Young Ki.
- Kim Hye Won como Lee Hye Yeon.
- Jung Hee-tae como Choi Woo Shik.[6]
- Kim Bo Kyung como Esposa Woo Shik.
- Yoo Eun Mi como Choi Soo Yeon.
- Park Joon-mok como Kim Sang-kyoo.
- Jeon Heon Tae como Gong Ja Bok.
- Choi Yoon Joon como Nam Dong Pal.
- Kim Tae Young como Han Man Young.
- Kim Ji Hoon como Kang Jung Min.
- Kim Min como Jang Yoo Jin.
- Hong Hwa Ri como Lee Na Jung
- Kang Ra Won.
- Choi Ha Eun.
- Lee Sung Hee.
- Sung Dong Han.
- Hwang In Joon.
- Yoon Kwan Woo.

Apariciones especiales
- Lee Dong Hoon.
- Nam Myung Ryul como Jung Han Soo
- Ryu Soo Young como Park Hyun Seo.
- Park Joon Mi como Han Sun Young.

## Emisión internacional
- Canadá: Fairchild TV (2016).
- Filipinas: Cine Mo (2016), Jeepney TV (2016) y Asianovela Channel (2018).
- Hong Kong: Drama Channel.[7]
- Japón: KNTV.
- Taiwán: GTV.[8]
- Vietnam: HTV3.